# Recques-sur-Hem
Recques-sur-Hem es una comuna francesa situada en el departamento de Paso de Calais, en la región de Alta Francia.

## Demografía
| 380 | 359 | 325 | 355 | 409 | 504 | 644 |
| Para los censos de 1962 a 1999 la población legal corresponde a la población sin duplicidades (Fuente: INSEE [Consultar]) |     |     |     |     |     |     |